# Вехкарви
Вехкарви — пресноводное озеро на территории Поросозерского сельского поселения Суоярвского района Республики Карелии.

## Общие сведения
Площадь озера — 1,2 км². Располагается на высоте 172,1 метров над уровнем моря.
Форма озера лопастная, продолговатая: оно почти на три километра вытянуто с северо-запада на юго-восток. Берега несильно изрезанные, каменисто-песчаные, местами заболоченные.
Из залива на востоке Вехкарви вытекает ручей Харваоя, впадающий в озеро Кудамгубское, через которое протекает река Суна.
В озере расположено не менее четырёх безымянных островов различной площади, рассредоточенных по всей площади водоёма.
Вдоль северо-восточного берега Вехкарви проходит автодорога местного значения.
Населённые пункты вблизи водоёма отсутствуют.
Код объекта в государственном водном реестре — 01040100211102000017845.